# Соколув-Кольонія
Соколув-Кольонія (пол. Sokołów-Kolonia) — село в Польщі, у гміні Кернозя Ловицького повіту Лодзинського воєводства.
Населення — 127 осіб (2011).
У 1975-1998 роках село належало до Плоцького воєводства.

## Демографія
Демографічна структура станом на 31 березня 2011 року:
|          | Загалом | Допрацездатний вік | Працездатний вік | Постпрацездатний вік |
| -------- | ------- | ------------------ | ---------------- | -------------------- |
| Чоловіки | 62      | 17                 | 39               | 6                    |
| Жінки    | 65      | 15                 | 33               | 17                   |
| Разом    | 127     | 32                 | 72               | 23                   |